# From St. Louie to Frisco
Albums de Chuck Berry
Live at the Fillmore Auditorium
(1968) Concerto in "B Goode"
(1969)
From St. Louie to Frisco est un album du guitariste, chanteur et auteur-compositeur américain Chuck Berry sorti en novembre 1968 chez Mercury Records.

## Histoire
Les douze chansons de l'album sont toutes des compositions inédites de Chuck Berry. My Tambourine est la première version de My Ding-a-Ling, qui devient un tube quelques années plus tard. Parmi les musiciens qui accompagnent Berry se trouvent des membres du groupe Sir Douglas Quintet.

## Titres
Toutes les chansons sont écrites et composées par Chuck Berry.

### Face 1
1. Louie to Frisco – 2:20
2. Ma Dear – 2:15
3. The Love I Lost – 3:03
4. I Love Her, I Love Her – 5:38
5. Little Fox – 3:02
6. Rock Cradle Rock – 1:23

### Face 2
1. Soul Rockin – 2:43
2. I Can't Believe – 2:40
3. Misery – 2:30
4. My Tambourine – 2:17
5. Oh Captain – 2:25
6. Mum's the Word – 1:33

## Musiciens
- Chuck Berry : chant, guitare
- Quincy Macon, Doug Sahm : guitare
- Forrest Frierson, Harvey Kagan : basse
- Ebby Hardy, George Rains, Eugene Washington : batterie
- Johnnie Johnson : piano
- Augie Meyers : claviers
- Carey Enlow, Frank Morin : saxophone
- Martin Fierto : trompette
- Ingrid Berry : chœurs